# Costa del Este
Costa del Este est une localité argentine située dans le partido de La Costa, dans la province de Buenos Aires.

## Démographie
La localité compte 6 916 habitants (Indec, 2010), ce qui comprend la localité de Mar del Tuyú. Seule, la localité compte 654 habitants.